# Rewa Football Club
O Rewa Football Club é um clube de futebol localizado na cidade de Nausori, Fiji, fundado em 1928.
Disputa atualmente o Campeonato Fijiano de Futebol

## Títulos
- Campeonato Fijiano de Futebol: 2

2022, 2024
- Campeonato Interdistrital: 9

1938, 1939, 1943, 1944, 1947, 1955, 1972, 2001, 2010
- Batalha dos Gigantes: 9

1994, 2003, 2004, 2010, 2011, 2014, 2015, 2017, 2020
- Torneio Copa Associação de Futebol de Fiji: 3

2011, 2017, 2018